# موز اليابان
موز اليابان (الاسم العلمي Musa basjoo)، نوع من الموز الزراعي مأكول الثمار. كان يُعتقد في السابق أن مهده جزر ريوكيو في جنوب اليابان، حيث وصف لأول مرة، لكن الأبحاث والدراسات الأخيرة أثبتت أنه نشأ في جنوب الصين، حيث يُزرع على نطاق واسع، مع وجود مجموعات برية(عفوية الطلوع) في مقاطعةسيتشوان. وقد انتشرت زراعته في معظم المناطق الحارة نظرًا لقلة متطلباته المناخية وضآلة ما يلزمه من سعرات حرارية يستهلكها نموه ويقتضيها أدراك ثماره. أرومته معقة. ساقه حمراء اللون تعلو من 200 إلى 400 سم. أوراقه تطول من 100 إلى 300 سم. وتعرض من 60 إلى 80، نصلها جامد الصفحة الناعمة، عابق الخضار. كباسته منعقفة متدلية عديدة الامشاط. قناباته أرجوانية. طرطبه مخروطي الشكل بنفسجي اللون. ثماره مأكولة مستحبة الطعم معتدلة الغلاظة والطول.